# Dangereuse Alliance
Série The Craft
Les Nouvelles sorcières
(2020)
Pour plus de détails, voir Fiche technique et Distribution.
Dangereuse Alliance, ou The Craft : Dangereuse Alliance en vidéo et Magie Noire au Québec, (The Craft) est un film fantastique américain réalisé par Andrew Fleming et sorti en 1996.
Le film suit quatre adolescentes (Robin Tunney, Fairuza Balk, Neve Campbell et Rachel True) qui étudient dans le même lycée en Californie et qui pratiquent l'ésotérisme et la sorcellerie. Au fur et à mesures de leurs expériences, elles vont être victimes des répercussions négatives de leurs pratiques.
Lors de sa sortie aux États-Unis, le film divise les critiques, mais est un succès surprise au box-office, lui permettant d'être qualifié de « sleeper hit »,. Avec le temps il gagne en notoriété, devenant un film culte dans son pays d'origine,.
Une suite, intitulée The Craft : Les Nouvelles sorcières et mettant en scène une nouvelle génération de sorcières, est sortie en 2020,,.

## Synopsis
Sarah Bailey est une jeune fille dont l'adolescence est difficile. Elle vient de déménager depuis San Francisco jusqu'à Los Angeles avec son père et sa belle-mère.
Dans son nouveau lycée, elle se lie d'amitié avec un trio de jeunes filles mises à l'écart : Bonnie Harper (couverte de cicatrices depuis un accident de voiture), Nancy Downs (qui vit dans une caravane avec une mère négligente et un beau-père violent) et Rochelle Zimmerman (une afro-américaine victime de propos racistes par une meute de filles populaires menée par Laura Lizzie).
Sarah tombe amoureuse de Chris Hooker, l'ex de Nancy.
En classe, Bonnie remarque le pouvoir de Sarah qui tient un crayon en lévitation. Avec ses deux amies, Bonnie tente justement de pratiquer la sorcellerie et Sarah rejoint alors le cercle des sorcières. Sarah explique avoir tenté de se suicider par le passé. À la suite d'une première incantation, un marginal qui avait effrayé Sarah chez elle, puis dans la rue, est renversé par une voiture, conséquence de la conjonction des pensées des quatre amies. Par la suite, les jeunes sorcières s'exercent, surtout pour plaisanter, sur de petits pouvoirs.
Après une sortie avec Chris durant laquelle Sarah se refuse à lui, la lycéenne découvre que ce dernier colporte une rumeur de relations sexuelles à son sujet. Lorsque Sarah se confronte à Chris, il lui manque de respect devant ses amis.
Lors d'un nouveau cérémonial, Sarah lui jette alors un sort pour qu'il n'ait d'yeux que pour elle. Rochelle, quant à elle, jette un sortilège pour se venger des insultes racistes de Laura Lizzie et Bonnie utilise la magie pour se débarrasser de ses cicatrices. Enfin, surpassant les souhaits de ses camarades, Nancy formule le vœu de posséder tous les pouvoirs de leur divinité.
Chris devient donc éperdu d'amour pour Sarah, les cicatrices de Bonnie disparaissent et Rochelle s'émancipe face à Laura. Mais rien ne se passe pour Nancy jusqu'à ce que, durant une dispute familiale, la jeune fille hurle sur son beau-père qui s'écroule, victime d'une crise cardiaque. Nancy et sa mère apprennent par la suite qu'elles ont hérité d'une assurance-vie leur permettant de quitter la caravane pour s'installer dans un appartement luxueux.
Un soir, sur la plage, Nancy, Rochelle, Bonnie et Sarah organisent l'Invocation de l'Esprit à l'issue duquel la foudre frappe Nancy. A l'aube, Rochelle, Bonnie et Sarah contemplent Nancy marcher à la surface de l'eau tandis que des animaux aquatiques sont échoués sur la plage. Les choses prennent alors une tournure plus sérieuse et surtout plus dramatique.
Les sorts ont des répercussions négatives : Bonnie devient susceptible et narcissique, Rochelle constate, troublée, que le sortilège jeté sur Laura Lizzie lui fait perdre ses cheveux et Sarah échappe aux assauts de Chris qui tente de la violer. Furieuse de ce que le jeune homme a fait, Nancy utilise un sort pour prendre l'apparence de Sarah et commence à duper Chris durant une soirée. Sarah intervient pour la stopper et comprend que Nancy a toujours des sentiments envers Chris. La soirée dérape et Chris est défenestré par la colère de Nancy.
Sarah prend alors ses distances avec ses amies. Parce qu'elle tente d'exorciser Nancy avec l'aide de Lirio, la libraire du magasin occulte où elles ont leurs habitudes, Sarah subit en retour des menaces de mort de la part du trio, puis des hallucinations cauchemardesques provoquées par Nancy, durant lesquelles elle est la proie de serpents, de rats et d'insectes. Nancy lui fait aussi croire que son père et sa belle-mère sont morts dans un accident d'avion afin de la pousser au suicide. Mais Sarah s'accroche et utilise le sort Invocation de l'Esprit pour guérir et contre-attaquer. Elle jette un sort sur Bonnie et Rochelle qui, dans le reflet d'un miroir, se voient respectivement balafrée et chauve. Les deux jeunes femmes s'enfuient. Puis Sarah affronte Nancy et triomphe d'elle à la suite d'un âpre combats de pouvoirs magiques.
Plus tard, Bonnie et Rochelle rendent visite à Sarah pour s'excuser et lui expliquent qu'elles ont perdu leurs pouvoirs. Sarah fait alors s'abattre une branche d'arbre à leurs pieds en guise de mise en garde et en leur recommandant de faire attention pour ne pas finir comme Nancy.
On voit alors cette dernière sanglée sur un lit d'hôpital psychiatrique, hurlant et tentant désespérément de convaincre les infirmières qu'elle a de grands pouvoirs et sait voler.

## Fiche technique
Sauf indication contraire, les informations mentionnées dans cette section peuvent être confirmées par la base de données cinématographiques IMDb,  présente dans la section « Liens externes ».
- Titre original : The Craft
- Titre français : Dangereuse Alliance (cinéma) / The Craft : Dangereuse Alliance (vidéo)
- Titre québécois : Magie Noire
- Réalisation : Andrew Fleming
- Scénario : Andrew Fleming et Peter Filardi
- Direction artistique : Gae S. Buckley
- Décors : Marek Dobrowolski
- Costumes : Deborah Everton
- Photographie : Alexander Gruszynski
- Montage : Jeff Freeman
- Musique : Graeme Revell
- Production : Douglas Wick
- Producteurs délégués : Ginny Nugent
- Sociétés de production : Red Wagon Entertainment
- Société de distribution : Columbia Pictures (États-Unis) / Columbia TriStar Films (France)
- Budget : 15 millions de dollars[2]
- Pays d'origine :  États-Unis
- Langues originales : anglais
- Format : Couleur - 1.85 : 1 - son Dolby Digital
- Genre : Fantastique
- Durée : 101 minutes
- Dates de sortie :
  - États-Unis / Canada / Québec : 3 mai 1996
  - France : 24 juillet 1996
- Classification :
  - États-Unis : R - Restricted (Interdit aux moins de 17 ans non accompagné d'un adulte)
  - Québec : 13 ans +
  - France : Interdit aux moins de 12 ans
  - Belgique : Potentiellement préjudiciable jusqu'à 12 ans
  - Suisse : Interdit aux moins de 16 ans

## Distribution
- Robin Tunney (VF : Vanina Pradier ; VQ : Aline Pinsonneault) : Sarah Bailey
- Fairuza Balk (VF : Barbara Tissier ; VQ : Camille Cyr-Desmarais) : Nancy Downs
- Neve Campbell (VF : Valérie Siclay ; VQ : Violette Chauveau) : Bonnie Harper
- Rachel True (VF : Sylvie Jacob ; VQ : Charlotte Bernard) : Rochelle Zimmerman
- Skeet Ulrich (VF : Damien Boisseau ; VQ : Gilbert Lachance) : Chris Hooker
- Cliff De Young (VF : Marc Bretonnière ; VQ : Jean-Luc Montminy) : M. Bailey
- Christine Taylor (VF : Laurence Sacquet ; VQ : Isabelle Cyr) : Laura Lizzie
- Breckin Meyer (VF : Mathias Kozlowski ; VQ : Yanic Truesdale) : Mitt
- Nathaniel Marston (en) (VF : Olivier Augrond) : Trey
- Helen Shaver (VF : Anne Jolivet ; VQ : Anne Caron) : Grace Downs
- Assumpta Serna (VF : Michèle Brûlé) : Lirio
- Jeanine Jackson : Jenny
- Janet Eilber : la mère de Sarah
- John Kapelos (VF : Eric Hémon) : Ray Sanders
- Brenda Strong (VF : Marie Marczak) : le médecin de Bonnie
- Endre Hules (VF : Michel Dodane ; VQ : Marc Bellier) : M. Thepot
- Arthur Senzy (VF : Olivier Hémon) : Vagrant
- Brogan Roche (VF : Lionel Melet) : l'assureur
- Janet Rotblatt : le professeur à domicile
- William Newman (en) : le prêcheur des rues
- Rod Britt : le prêtre
- Erin Tavin : la mère sans abri

 Source et légende : version française (VF) sur RS Doublage ; version québécoise (VQ) sur Doublage.qc.ca

## Production

### Genèse et développement
Le concept du film est né à la suite de la collaboration entre le producteur Douglas Wick et le scénariste Peter Filardi. Le premier voulait produire un film sur l'expérience lycéenne et la sorcellerie, et le second avait fait des recherches sur le sujet et écrit une première ébauche. Le réalisateur Andrew Fleming est engagé par la suite et s'occupe de la version finale du scénario.
La production engage une pratiquante du wiccanisme, Pat Devin, en tant que conseillère sur le tournage. Elle s'est elle même occupée d'écrire les incantations et s'est assurée que le sujet soit traité avec réalisme et respect. Tony Gardner et sa société Alterian, Inc. étaient chargés des maquillages et des effets spéciaux du film.

### Attribution des rôles
Environ 85 candidates ont passé le casting pour l'un des quatre rôles principaux, dont Angelina Jolie et Alicia Silverstone. Rachel True et Fairuza Balk furent les premières actrices à rejoindre le projet. Le personnage de Rochelle devait être blanc à l'origine mais quand Rachel True fut engagée pour le rôle, le personnage a été réécrit pour devenir noir et le scénario fut également retouché pour aborder le racisme dont les adolescents noirs peuvent être victimes au lycée.
Robin Tunney fut engagé pour le rôle de Bonnie mais la production décida finalement de lui confier le rôle de Sarah, qu'elle accepta malgré le fait qu'elle préférait son précédent personnage. Une perruque fut créée pour Tunney, l'actrice ayant les cheveux rasés à la suite du tournage du film Empire Records. Neve Campbell, l'actrice la plus connue du projet grâce à son rôle dans La Vie à cinq, signe ensuite pour le rôle de Bonnie. Après Dangereuse Alliance, Campbell retrouva Skeet Ulrich quelques mois plus tard sur le tournage Scream.

### Tournage
Le tournage du film s'est déroulé à Los Angeles, notamment à l'aéroport international de Los Angeles, à Sunset Boulevard et dans le quartier de Broadway. La Verdugo Hills High School a servi de décor au lycée fictif du film. Pour qu'il ressemble à un établissement catholique, la production ajouta plusieurs éléments à caractère religieux sur le campus.
L'intérieur de la maison de Sarah fut construit au Culver City Studios et une boutique de Hollywood Boulevard fut utilisée pour servir de décor à la boutique occultes. La pièce fut repeinte et de nombreux objets occultes furent ajoutés. Le Jensen's Recreation Center d'Echo Park fut également choisi pour le tournage afin d'éviter les autres lieux fréquemment utilisés dans les productions tournées à Los Angeles. La plage du film est celle de Leo Carrillo State Park, que l'équipe considérait comme intéressante visuellement.
Un accident dans lequel un enfant a été blessé eu lieu dans les environs du tournage du film, sans lien avec ce dernier. Néanmoins, l'équipe médicale du film a aidé et contacté les secours.

### Bande originale
Liste des titres
| 1.    | Tomorrow Never Knows     | Our Lady Peace   | 4:14 |
| 2.    | I Have the Touch         | Heather Nova     | 4:17 |
| 3.    | All This and Nothing     | Sponge           | 4:19 |
| 4.    | Dangerous Type           | Letters to Cleo  | 3:39 |
| 5.    | How Soon Is Now?         | Love Spit Love   | 4:25 |
| 6.    | Dark Secret              | Matthew Sweet    | 4:04 |
| 7.    | Witches Song             | Juliana Hatfield | 4:35 |
| 8.    | Jump Into the Fire       | Tripping Daisy   | 5:45 |
| 9.    | Under the Water          | Jewel            | 4:58 |
| 10.   | Warning                  | All Too Much     | 4:44 |
| 11.   | Spastica                 | Elastica         | 2:31 |
| 12.   | The Horror               | Spacehog         | 4:49 |
| 13.   | Bells, Books and Candles | Graeme Revell    | 4:47 |
| 54:17 |                          |                  |      |

## Accueil

### Critiques
Lors de sa sortie, le film divise les critiques américaines. Sur le site agrégateur de critiques Rotten Tomatoes, il obtient un score de 55 % de critiques positives, avec une note moyenne de 5,48/10 sur la base de 31 critiques positives et 25 négatives. Le consensus critique établi par le site résume que « la magie camp de Dangereuse Alliance l'emporte souvent sur le message féministe au cœur de son histoire mais sa distribution et sa vision postmoderne font qu'il arrive à fonctionner ».
Sur Metacritic, il obtient un score de 55/100 sur la base de 20 critiques.

### Box-office
| Pays ou région | Box-office      | Date d'arrêt du box-office | Nombre de semaines |
| -------------- | --------------- | -------------------------- | ------------------ |
| France         | 524 971 entrées | 13 août 1996               | 3                  |
| États-Unis     | 24 769 466 $    | 16 août 1996               | 16                 |
| Mondial        | 55 669 466 $    | -                          | -                  |

## Postérité
Le film est souvent considéré comme un film culte, principalement aux États-Unis, avec une forte présence sur internet,. Dans un article de 2016, le HuffPost salue le film car il s'éloigne des clichés des autres films pour adolescents et incorpore des thèmes plus sombres. Pour le journaliste, le film mérite son statut de film culte. La même année, le magazine Complex publie un article dans lequel le film est décrit comme « encore plus progressiste que beaucoup de films sortis aujourd'hui » et considère que le visionnage du film est un « rite de passage » pour beaucoup de jeunes femmes.
En 2013, Robin Tunney, Neve Campbell, Rachel True ont assisté à une diffusion spéciale du film au Hollywood Forever Cemetery pour célébrer Halloween.
Le film est l'une des inspirations de la chanson Dark Horse de Katy Perry et du clip vidéo de la chanson Black Magic du groupe britannique Little Mix,.

## Suite
À la suite du succès du film, le développement d'une suite Direct-to-video est lancé mais est rapidement annulé. En 2016, Sony Pictures annonce vouloir produire un remake du film. Mais le projet reçoit un accueil majoritairement négatif et le studio arrête de communiquer dessus.
En 2019, le producteur Jason Blum annonce qu'il va produire un reboot du film via sa société Blumhouse Productions avec Zoe Lister-Jones à la réalisation et l'écriture. Néanmoins, il est par la suite dévoilé que le film se déroule dans la continuité du premier film avec une nouvelle génération de personnages et est donc une suite indépendante.
Intitulée The Craft : Les Nouvelles sorcières, cette suite est sortie en 2020 en vidéo à la demande, sa sortie au cinéma ayant été annulée en raison de la pandémie de Covid-19. Fairuza Balk y reprend le rôle de Nancy Downs, le temps d'une apparition.

## Distinctions
Sauf indication contraire, les informations mentionnées dans cette section peuvent être confirmées par la base de données cinématographiques IMDb,  présente dans la section « Liens externes ».

### Récompenses
- MTV Movie Awards 1997 : Meilleure scène de combat pour Fairuza Balk et Robin Tunney

### Nominations
- Fangoria Chainsaw Awards 1997 : 
  - Meilleur film ayant bénéficié d'une sortie nationale
  - Meilleur scénario
  - Meilleure actrice pour Fairuza Balk et Robin Tunney
  - Meilleure actrice dans un second rôle pour Rachel True
- Academy of Science Fiction, Fantasy and Horror Films 1997 :
  - Meilleur film d'horreur
  - Meilleure actrice dans un second rôle pour Fairuza Balk